# 1994년 선댄스 영화제
제10회 선댄스 영화제는 1994년 1월 20일에 열린 시상식이다.

## 수상 및 후보

### 심사위원대상(미국 드라마)
- 왓 해펀드 워스(What Happened Was...) - 톰 누넌 수상
- 프리덤 온 마이 마인드 - 코니 필드 수상
- 알 데이 스틸 슈팅? - 토미슬라브 노바코빅
- 브레싱 - 폴 제러
- 클린, 쉐이번 - 로즈 H. 케리건
- 점원들 - 케빈 스미스
- 플라운딩 - 피터 맥카시
- 프레쉬 - 보아즈 야킨
- 펀 - 라팰 지린스키
- 고 피쉬 - 로즈 트로체
- 그리프 - 리처드 글랫저
- 픽처 브라이드 - 카요 하타
- 포르노그래퍼 - 패트릭 쉔 던컨
- 리스크 - 디어드리 피쉘
- 리버 오브 그래스 - Kelly Reichardt
- 시크릿 라이프 오브 하우스 - 아드리언 벨리시스쿠
- 스팽킹 더 멍키 - 데이빗 O. 러셀
- 수처 - 스콧 맥게히 외 1인

### 심사위원대상(미국 다큐멘터리)
- 프리덤 온 마이 마인드 - 코니 필드 외 1인 수상
- 보트맨 - 잔프란코 로시
- 의화단 사건 - 셀리아 코텔로
- 캔서 인 투 보이스 - 루시 마시 피닉스
- 콜로라도 카우보이 - 아서 엘고트
- 커밍 아웃 언더 파이어 - 아서 동
- 쿠바 바 - 게일 돌긴 외 1인
- 다이얼로그 위드 매드위민 - 앨리 라이트
- 패스트 트립, 롱 드롭 - 그렉 보도위츠
- 파이어 아이스 - 소라야 미리
- 파이어 디스 타임 - 랜디 홀랜드
- 하트 오브 더 매터 - 엠버 홀리보그 외 1인
- 후프 드림스 - 스티브 제임스
- 리브스 인 하자드 - 앤드류 영
- 마마 어웨두! - 베서니 야로우
- 마샤 앤 에델 - 질 존스톤
- 테러민 - 스티븐 M. 마틴

### 각본상(미국 드라마)
- 왓 해펀드 워스 - 톰 누난 수상

### 심사위원특별상(미국 다큐멘터리)
- 커밍 아웃 언더 파이어 - 아서 동 수상

### 관객상 - 단편
- 스팽킹 더 멍키 - 데이빗 O. 러셀 수상
- 후프 드림스 - 스티브 제임스 수상

### 필름메이커 트로피
- 점원들 - 케빈 스미스 수상
- 프레쉬 - 보아즈 야킨 수상
- 테러민 - 스티븐 M. 마틴 수상

### 촬영상
- 수처 - 그레그 가디너 수상
- 콜로라도 카우보이 - 모튼 샌드트로엔 수상

### 표현의자유상
- 다이얼로그 위드 매드위민 - 앨리 라이트 수상
- 하트 오브 더 매터 - Virginia Reticker 수상